# Виосса
Виосса — экспериментальный искусственный пиджин, разрабатываемый членами онлайн-сообщества r/conlangs с 2014 года. Язык появился с целью создать условия языкового контакта.
Название языка произошло в результате стяжения слов «vi» (мы) и «glossa» (язык).

## История
Проект Viossa был начат 24 декабря 2014 года в группе Skype участниками сабреддита r/conlangs. Язык был разработан при помощи видеотелефонии, что позволило его создателям (которые жили в разных частях света) смоделировать условия естественного развития пиджина. В видеозвонках каждый участник выбрал язык, который не был взаимно понятен для как можно большего числа других языков, а использование английского в принципе запрещалось.
Первоначально виосса состоял из около семи исходных языков, выбранных первыми шестью носителями языка (а именно: русский, албанский, японский, греческий, финский, норвежский и швейцарский немецкий). Другие языки, такие как северносаамский, древнеанглийский, шведский, венгерский, айнский, ирландский и латинский, позже также повлияли на пиджин, когда новые носители вводили лексический и грамматический материал из своего исходного языка.
Виосса был второй попыткой группы r/conlangs создать искусственный пиджин. Первый, озаглавленный «NEA» (No English Allowed или Английский Не Разрешён), провалился, так как каждый участник говорил на своём языке, не смешивая его с другими.

## Лингвистические особенности
Виосса характеризуется отсутствием стандартизации, особенно в грамматике и орфографии. Каждый пользователь языка вырабатывает свой идиолект, свои структуру предложений, словарный запас и правописание, которые соответствуют личному вкусу и социальному контексту. Язык работает по принципу «если всем понятно, это виосса». Следовательно, об использовании языка можно делать только обобщения, которые могут не соотноситься с реальным использованием языка каждого говорящего. Поскольку родной язык оказывает большое влияние на идиолект говорящего, виосса иногда называют интерязыком.
Согласно исследованию Никольса, проведённому в 2021 году, большинство носителей виосса использует порядок слов SVO. Также часто используются порядки SOV и OSV. Падеж обычно не отмечается, но было замечено согласование глаголов по лицу и числу (кроме как с составным подлежащим). Местоимения различают лицо и число, но обычно не отличаются по роду.
Орфография виосса в значительной степени различается между носителями языка и рассматривается многими как средство самовыражения. Наиболее часто язык пишется латиницей, часто с использованием диакритических знаков и редких букв. Также были разработаны варианты письма, основанные на кириллице, иврите, кане и китайском письме.

## Сообщество
Сообщество виосса существует почти исключительно онлайн, в первую очередь на платформе Discord, где язык учат путём погружения. Перевод между виосса и другими языками практически запрещён, за исключением таких обстоятельств, как академические исследования и художественные переводы.
Сообществом создан вики на виосса под названием «Vikoli», использующий программное обеспечение MediaWiki. На языке была написана оригинальная музыка. Замечательным является альбом Korohtella, выпущенный DJIMA в феврале 2022 года. На виосса также время от времени выпускаются несколько подкастов, в частности, Davi Hanu! и K’Slucj.

## Флаг

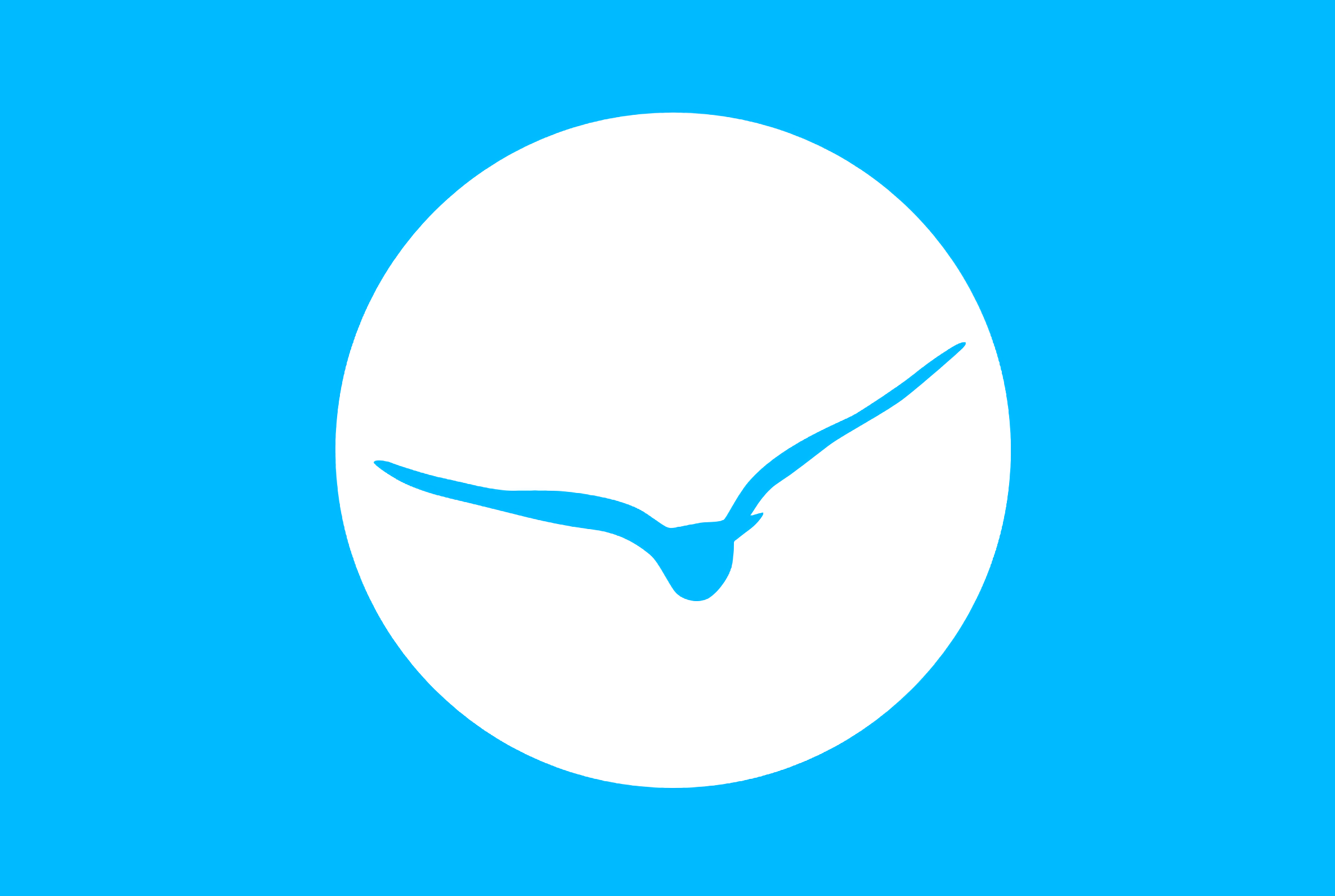
Флаг виосса

Флаг виосса часто используется для символизации языка. Он содержит синюю птицу, окружённую белым кругом на голубом поле. Птица на флаге изображает голубя (каламбур на слова «пиджин» и английское «pigeon»), расположенного аналогично букве V, первой букве в названии языка. Флаг был впервые предложен в 2016 году пользователем u/clausangeloh и использует цвета #00bbff     и #fff    .